# Biskopsvillan
Biskopsvillan, är en byggnad vid Alelundsgatan 4 i stadsdelen Gårda i östra Göteborg. Den är Göteborgs äldsta villa, uppfördes ursprungligen år 1815, byggdes om år 1865 och har flyttats två gånger.

## Historia
Ursprungligen uppfördes Biskopsvillan på egendomen Wilhelmsberg i stadsdelen Bö, vilken ägdes av grosshandlaren Gustaf Rudolf Prytz, år 1815. År 1835 överläts den till biskopen Carl Fredrik af Wingård. En om- och tillbyggnad utfördes år 1865 efter ritningar av Victor von Gegerfelt. År 1870 flyttades huset till ett nytt villakvarter vid Södra Vägen 50. I samband med flytten skedde vissa förändringar av byggnaden. Villan ägdes därefter av byggmästaren A Heres och den delades mellan två familjer. År 1896 såldes den till huggeri- och stuckatörbolaget C Junghänel o Richter. Under 1920- och 1930-talen genomfördes förändringar av interiören.
I samband med uppförandet av Universeum plockades Biskopsvillan år 2000 ner timmer för timmer och flyttades till sin nuvarande plats, i närheten av den ursprungliga platsen vid Wilhelmsberg. Den används numera som kontorshus.
Byggnaden är Göteborgs äldsta trävilla och är upptagen i kommunens bevaringsprogram 1987. Byggnaden ägs sedan år 1991 av det kommunala bolaget Higab.